# Barge hudsonienne
Limosa haemastica
Espèce
Statut de conservation UICN

 VU A2b+4b : Vulnérable
La Barge hudsonienne (Limosa haemastica) est une espèce d'oiseaux limicoles néarctiques de la famille des Scolopacidae.

## Description
La barge hudsonienne mesure environ 38 centimètres de long, ce qui en fait relativement un gros oiseau de rivage. Il possède un long bec légèrement retroussé, et qui prend une couleur rosée près de la racine. Il a un corps brun sur le dessus, mais un plumage brun-roussâtre en dessous. Ce dernier possède des barres foncées, et à quantité variable. 
La femelle est typiquement plus grosse que le mâle, avec un bec encore plus allongé, et un dessous également plus pâle.
En hiver, le plumage brun de la barge hudsonienne prend des couleurs beaucoup plus grisâtres. Son dessous, quant à lui, devient plus blanc.

## Alimentation
La barge hudsonienne se nourrit en sondant dans l'eau peu profonde. On le retrouve donc souvent sur les plages et les vasières du littoral. Il mange des crustacés, des mollusques, des vers marins et des insectes.

## Nidification
Le nid de cet oiseau forme une dépression en soucoupe, garni de feuilles mortes. Il peut être retrouvé dans un endroit humide comme une tourbière, ou encore dans un marais, et repose sur un monticule sec. La barge hudsonienne pond jusqu'à 4 œufs, de couleur olive-brunâtre et avec de nombreuses taches. La période d'incubation est de 22 à 23 jours, et le temps avant l'envol est de 25 à 30 jours. La barge hudsonienne est un oiseau nidifuge.

## Habitat
Son aire dissoute s'étend de l'Alaska à la baie d'Hudson. Il passe l'été dans la toundra près de la ligne des arbres.
Il hiverne dans le cône Sud, sur les vasières et dans les champs inondés.

## Autre comportement
Cet oiseau vole souvent près de 4800 kilomètres sans escales lorsqu'il entreprend la migration d'automne.